# 台灣社會學
《台灣社會學》（Taiwanese Sociology）為台灣重要的社會學學術期刊之一。其前身為國立台灣大學社會學系出版的《國立台灣大學社會學刊》（創辦於1963年），以及中央研究院社會學研究所出版的《台灣社會學研究》（創辦於1997年），兩刊於2001年6月合併，更名為《台灣社會學》。
《台灣社會學》採雙重匿名審查與編輯委員會的嚴謹審查制度，為半年刊，每年六月、十二月出刊。論文摘要收錄於EBSCO SocINDEX 、Proquest-Sociological Abstracts、台灣社會科學引文索引（TSSCI）。期刊主要收錄社會學及與社會學旨趣相關之學術論文與書評。

## 獲獎
《台灣社會學》榮獲九十三年度（2004年）行政院國家科學委員會學術研究優良期刊獎，行政院國科會說明得獎為：「本刊審核組織過程嚴謹客觀，合乎國際一流學刊要求，選文均具水準，理論與實證文章兼備，為一具水準的研究刊物。」

## 外部連結
- （繁體中文）台灣社會學 （页面存档备份，存于）（可下載論文摘要與全文）